# Ато-Майор-дель-Рей
Ато-Майор-дель-Рей (исп. Hato Mayor del Rey) — город и муниципалитет в Доминиканской Республике, административный центр одноимённой провинции Ато-Майор. Он граничит на севере с муниципалитетами Эль-Валье и Сабана-де-ла-Мар, на юге — с провинцией Сан-Педро-де-Макорис, на востоке — с провинцией Эль-Сейбо и на западе — с муниципалитетом Баягуана (провинция Монте-Плата). Ато-Майор-дель-Рей расположен в 27 км от провинции Сан-Педро-де-Макорис и в 110 км от столицы страны Санто-Доминго. Муниципалитет Ато-Майор-дель-Рей делится на 3 муниципальных района: Йерба-Буэна, Гуайябо-Дульсе и Мата-Паласио.

## Этимология
Название Ато-Майор-дель-Рей переводится с испанского языка как Крупнейшее пастбище короля. Название происходит из колониального периода XVI века, когда местность Ато-Майор-дель-Рей была в числе крупнейших пастбищ на острове Гаити и принадлежала испанскому королю Карлу I.

## История
Ато-Майор-дель-Рей был основан около 1520 года Франсиско Давилой, в качестве местности, пригодной для скотоводства и ведения сельского хозяйства. 23 августа 1554 года Франсиско Давила, занимавший должности казначея и пожизненного королевского рехидора острова Эспаньолы, основал Майорат Давилы в Санто-Доминго, при участии своего племянника Гаспара Давилы. Затем земли Ато-Майор-дель-Рея стали частью майората Давилы.
Впоследствии местность Ато-Майор-дель-Рея сменила несколько владельцев. В 1746 году дон Антонио Кока и Веверс Ландече, пожизненный управляющий майоратом Давилы, основал деревню Ато-Майор-дель-Рей. Деревня включала в себя скит, посвящённый Богоматери Милосердия.
До июля 1843 года Ато-Майор-дель-Рей был частью общины Санта-Крус-дель-Сейбо и провинции Эль-Сейбо. После 1843 года он стал самостоятельной независимой общиной согласно декрету, выпущенному оккупационными гаитянскими войсками Шарля Эрары ди Ривьера. 9 июня 1845 года статус самостоятельной общины Ато-Майор-дель-Рея был утрачен согласно закону № 40, принятому Провинциальной администрацией, Ато-Майор-дель-Рей становился военным форпостом Эль-Сейбо. 13 октября 1848 года доминиканский президент Мануэль Хименес провозгласил общину Ато-Майор-дель-Рей независимым городом декретом № 174 Консервативного совета и Палаты трибун. 

## Известные уроженцы
- Антонио Бастардо  (род. 1985), бейсболист, питчер клуба МЛБ «Филадельфия Филлис» с 2009 года и до настоящего времени.